# Osiek Wielki (gromada)
Osiek Wielki – dawna gromada, czyli najmniejsza jednostka podziału terytorialnego Polskiej Rzeczypospolitej Ludowej w latach 1954–1972.
Gromady, z gromadzkimi radami narodowymi (GRN) jako organami władzy najniższego stopnia na wsi, funkcjonowały od reformy reorganizującej administrację wiejską przeprowadzonej jesienią 1954 do momentu ich zniesienia z dniem 1 stycznia 1973, tym samym wypierając organizację gminną w latach 1954–1972.
Gromadę Osiek Wielki z siedzibą GRN w Osieku Wielkim utworzono – jako jedną z 8759 gromad na obszarze Polski – w powiecie kolskim w woj. poznańskim, na mocy uchwały nr 24/54 WRN w Poznaniu z dnia 5 października 1954. W skład jednostki weszły obszary dotychczasowych gromad Aleksandrówka, Borki, Czołowo, Osiek Wielki, Rosocha i Ruchenna ze zniesionej gminy Czołowo w tymże powiecie. Dla gromady ustalono 20 członków gromadzkiej rady narodowej.
1 stycznia 1962 do gromady Osiek Wielki włączono obszar zniesionej gromady Budzisław Stary (bez miejscowości Drzewce wieś, Drzewce kolonia, Drzewce B, Olszanek, Osiek Mały kolonia, Stefanowo, Witowo wieś i Witowo kolonia) w tymże powiecie.
1 stycznia 1970 części wsi: Ruchenna (178 ha), Borki (13 ha) i Osiek Wielki (3 ha) z gromady Osiek Wielki włączono do miasta Kołol.
31 grudnia 1971 gromadę zniesiono, a jej obszar włączono do gromad: Osiek Mały (miejscowości Aleksandrówka, Grądy, Młynek, Nowa Wieś, Nowe Budki, Nowy Budzisław i Osiek Wielki), Koło (miejscowości Borki, Czołowo Wieś, Czołowo Kolonia i Ruchenna) i Wrząca Wielka (miejscowość Rosocha Kolonia) w tymże powiecie.